# Yoheved Kaplinsky
Pour les articles homonymes, voir Kaplinsky.
Yoheved « Veda » Kaplinsky, née le 23 mars 1947 à Tel Aviv, est une lectrice et professeur de musique de la Juilliard School dont elle dirige la division pré-collégiale.

## Formation
Yoheved Kaplinsky étudie le piano avec Ilona Vincze-Kraus (en) à l'Académie de musique d'Israël puis, grâce à une bourse d'études, entre dans la classe d'Irwin Freundlich (en) à la Juilliard School où elle obtient son master et son doctorat. Elle poursuit ses études avec Dorothy Taubman (en) à New York.

## Carrière
Elle commence sa carrière d'enseignante à l'université des arts de Philadelphie puis enseigne à la Manhattan School of Music en 1987. Entre 1989 et 1997 elle enseigne à l'Institut Peabody de Baltimore. En 1993 elle commence à enseigner à la Juilliard School dont elle devient présidente de la chaire de piano en 1997. Elle est membre de la division pré-collégiale depuis 1993 et en devient directrice artistique en 2007,. Elle est membre du jury du concours international Tchaïkovski de Moscou et du concours international de piano Van-Cliburn du Texas dont son élève Joyce Yang (en) remporte le second prix en 2005. Elle est durant de nombreuses années professeur de piano à l'école de musique du la Texas Christian University. Elle est membre de la faculté de l'Aspen Music Festival and School.

## Prix et récompenses
Yoheved Kaplinsky est lauréate du deuxième prix du concours international Jean-Sébastien-Bach de Washington. Elle a joué au festival Pianofest in the Hamptons à Long Island[source secondaire souhaitée], au Cliburn-T.C.U. Institute, au festival d'Aspen et au Bowdoin International Music Festival (en) depuis respectivement 2004 et 1995 et enseigné dans les deux faculté.[réf. nécessaire] Elle remporte le prix Presidential Scholars Teacher Recognition Award en 2003.